# Вильковиская, Вера Эммануиловна
Вера Эммануиловна Вильковиская (1890—3 апреля 1944) — русская и советская художница, график, ксилограф. Окончила Казанскую художественную школу, в 20-е годы была участницей казанского объединения художников «Всадник». Её работы хранятся в Русском музее Санкт-Петербурга, в Государственном музее изобразительных искусств Республики Татарстан, в частных коллекциях.

## Биография

### Первый казанский период
Родилась в Казани в 1890 году. Её мать Вера Николаевна Вильковиская (в девичестве Арбузова, 1869—1945) происходила из дворянской семьи, а отец Эммануил Яковлевич Вильковиский (1857—1928) — коллежский, а впоследствии статский советник, был преподавателем математики в 3-й мужской гимназии. Кроме неё, в семье было ещё пятеро детей: три брата и две сестры. Рисованием увлеклась рано, ещё обучаясь в гимназии, и в последнем, выпускном классе стала посещать воскресные занятия Художественной школы. После окончания гимназии поступила в эту же Школу на третий курс. В тот период учебное заведение переживало пору расцвета: после реформы 1908 года произошла почти полная замена педагогического коллектива. На смену пришли молодые преподаватели, и студентов обучали художники Николай Иванович Фешин, Павел Петрович Беньков и Пётр Сергеевич Евстафиев. В. Вильковиская отмечала наибольшее влияние не себя П. Евстафиева, называла его «прекрасным педагогом, умевшим увлечь своих учеников выбором модели и уяснением задач, выдвигаемых им на первый план: свет и цвет». Параллельно с живописью она занималась скульптурой под руководством Прокофия Васильевича Дзюбанова. В последние годы обучения в Школе она увлеклась анатомией и черчением, в последнем проявив недюжинные способности.
После окончания Казанской художественной школы, в 1912 году Вера Вильковиская отправилась для продолжения художественного образования в Москву и Петербург. Её удалось поступить в петербургскую Академию художеств, но пробыв в её стенах полгода, Вильковиская вернулась в Казань. В автобиографии она писала, что «не выдержала конкурсного экзамена», её родные не исключали глубоко личных мотивов. В Казани она устроилась преподавателем рисования в начальных и средних классах. Все это время она работала в мастерской Надежды Михайловны Сапожниковой, в этот период Вера Вильковиская писала, в основном, портреты и обнажённую натуру, участвовала в периодических выставках.
В 1918 году учительство стало тяготить Вильковискую, поскольку из-за загруженности уроками оставалось совсем мало времени для творчества. Вера поступила студенткой в Свободные Государственные Художественные мастерские, увлеклась импрессионистической манерой живописи, очень много работала. В автобиографии Вера Эммануиловна писала:

«Считаю 20-й год годом большого подъёма духовных сил, но сильно разбрасываюсь: начинаю графику и скульптуру. Сначала писание лозунгов, премия за эскиз декораций, продажа рисунков в провинциальные музеи и студенческая стипендия давали мне средства к существованию. Потом, в годы голодовки, я занялась прикладным искусством: резьбой по дереву и цветной вышивкой шелком и бисером… С открытием графической мастерской занимаюсь графикой: линолеум и дерево, главным образом…»

Осенью 1920 года Вильковиская заболела тифом, и почти на 2 года она практически выбыла из художественной жизни Казани. В 1923 году она вернулась к преподавательской работе, а также испытала творческий подъём, вернулась к масляной живописи и «строгим границам» формы. В 1925 году прошла персональная выставка Вильковиской, к началу которой была отпечатана автобиография. На выставке были представлены 139 работ, разной техники и способов выполнения.
В эпоху расцвета казанского авангарда существовало несколько радикальных художественных группировок. Одна из них, в которую входила Вера Вильковиская, называлась «Всадник», и представляла собой объединение графиков, заявивших о развитии гравюры, как самостоятельного искусства. Название было выбрано не случайно, а в параллель с мюнхенским «Синим всадником» и работами немецких экспрессионистов, которые оказали сильнейшее влияние на идеологию творчества участников группы. Группа «Всадник» выпускала ряд малотиражных изданий, снабженных авторскими оттисками гравюр, малые формы промышленной графики (издательские марки, пригласительные билеты, афиши и т. п.), плакаты, выполняла заказы государственных организаций по изготовлению наглядных пособий. Но тиражи изданий альманахов и авторских папок не превышали 50 экземпляров, поэтому были предназначены лишь узкому кругу любителей. Зато поэтические сборники с гравюрами выходили тиражами от 300 до 5000 экземпляров, что давало возможность широким массам знакомиться с новым искусством. Представители казанского авангарда были заметны в контексте мировой и русской истории искусства, члены графического коллектива участвовали в выставках по всей стране: «Гравюра СССР за 10 лет» (Москва, 1927), «Русская ксилография за 10 лет» (Ленинград, 1927), «Художественный экслибрис (1917—1927)» (Ленинград, 1928), «Цветная ксилография, её приемы и возможности» (Москва, 1929) и др. На выставку «Русская ксилография за 10 лет» в Государственном Русском музее Ленинграда художница представила 18 работ, и все они были приобретены Русским музеем.
После отъезда из Казани ведущих художников — включая Фешина и Чеботарёва, в 1927 году Вера Вильковиская переехала в Москву.

### Москва
В Москве жил родной брат художницы — Степан Эммануилович Вильковиский. Они были близки по возрасту и всегда поддерживали связь. Он преподавал русский язык в Военной Школе им. ВЦИК, в Коммунистическом Университете Трудящихся Востока им. Сталина. В Москве Вильковиская прожила около 10 лет, обосновавшись в общежитии для учителей, а рисовать ездила в студию при Доме Учителя, вместе с Надеждой Сапожниковой, переехавшей из Казани в Москву в 1932 году. Вильковиская поддерживала тесные отношения с казанскими друзьями Константином Чеботаревым и Александрой Платуновой. Последние 2-3 года перед началом войны Вера Вильковиская снимала жилье на Зеленых горах, недалеко от Варшавского шоссе, и там же преподавала в школе № 555. Вильковиская вписалась в творческую жизнь столицы, дружила с Сергеем Образцовым, судя по воспоминаниям, делала для его театра куклы. В 1932 году был арестован брат Вильковиской, что привело к ухудшению её социального и материального положения. Тем не менее, известно, что в 1937 году одна её работа участвовала в выставке в Доме учителя в Москве.

### Возвращение в Казань. Кончина
Когда началась Великая Отечественная война, она уехала в голодную Казань, с трудом найдя себе работу в Медицинском институте. Её художественными объектами стали препараты, таблицы, графики. Иногда удавалось сделать рисунки для детских садов, за это можно было получить скромный обед; свой дистрофический паёк она отдавала нетрудоспособной матери. От голода у неё началась дистрофия и в 1944 году она умерла. Впоследствии К. К. Чеботарев выражал своё возмущение тем, что такая талантливая художница, как Вера Вильковиская, умерла в совершенной безвестности. В последний путь Веру Эммануиловну провожало немного народу, в их числе был П. Дульский, писавший предисловие к её автобиографии для первой и единственной персональной выставки. Похоронена на Арском кладбище рядом с отцом, ныне её могила располагается позади надгробия Н. И. Фешина.